# Melanophryniscus orejasmirandai
Melanophryniscus orejasmirandai és una espècie d'amfibi que viu a l'Uruguai.
Està amenaçada d'extinció per la pèrdua del seu hàbitat natural.